# 库恩物流大学
库恩物流大学（英語：Kühne Logistics University，缩写为KLU）位于德国汉堡，是一所受国家认可的大学。其教育管理人员拥有强大的运营思维，以及一套基于大学关键能力领域数字化转型、可持续发展和创业的技能。 在Kühne基金会的支持下，KLU通过研究和教学活动主推物流和供应链管理。

## 历史

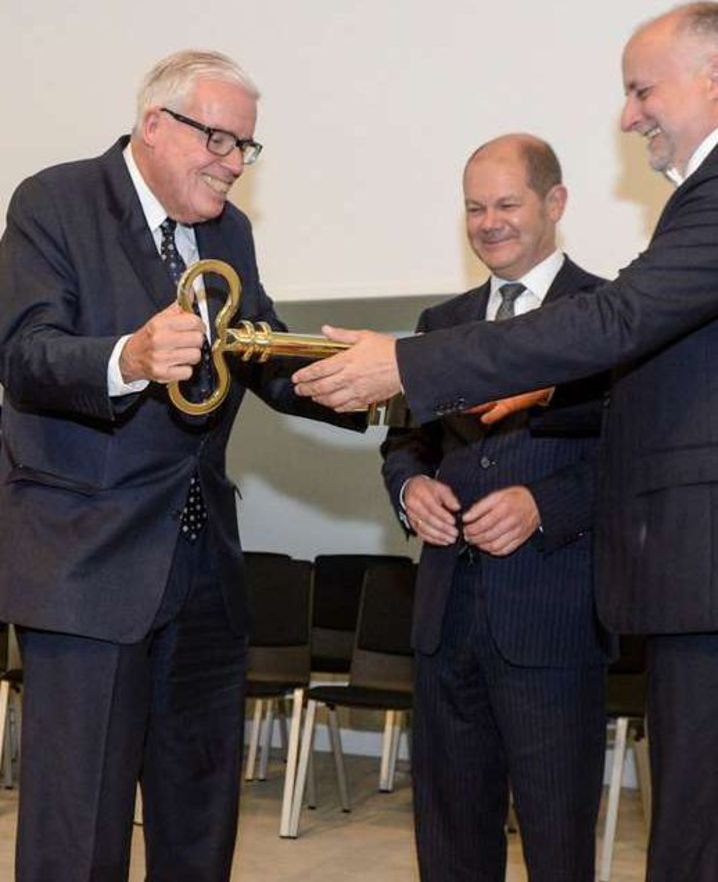
Klaus-Michael Kühne - 奥拉夫·朔尔茨

KLU于2010年由克勞斯-邁克爾·庫恩（Klaus-Michael Kühne）及其Kühne基金会创立。该基金会的总部位于瑞士辛德勒吉。 2013年，汉堡前市长和德国现任总理奥拉夫·朔尔茨在汉堡港口城为大学校园揭幕。  2016年，KLU与INSEAD合作开设了人道主义物流中心。 2021年，KLU被Studyportals评为全球最佳大学。 KLU计划在亚洲、拉丁美洲和非洲开设几个校区。

## 排名
KLU的所有课程均由国际工商管理认证基金会（FIBAA）认证通过。 KLU在2021年获得了Studyportals全球学生满意度奖，这一奖项完全由学生评分决定。

## 合作大学
- 新加坡国立大学
- 維也納經濟大學
- 的里雅斯特大学
- 鲁汶天主教大学 (荷兰语)
- 雷克雅未克大學
- 查爾摩斯理工大學
- 安第斯大学
- 鹿特丹伊拉斯姆斯大学
- 高等经济大学
- 斯泰倫博斯大學
- 同济大学

## 校长
- Wolfgang Peiner（2010年-2012年)[5]
- Thomas Strothotte（2013年-2022年）[6]
- 安德烈亚斯·卡普兰（Andreas Kaplan）（2023年起）[7]